# Diatraea impersonatellus
Diatraea impersonatellus is een vlinder van de familie van de grasmotten (Crambidae). De wetenschappelijke naam van deze soort is voor het eerst voorgesteld als Crambus impersonatellus door Francis Walker in een publicatie uit 1863.
De soort komt voor in Venezuela, Guyana en Brazilië.